# Акчатауська селищна адміністрація
Акчата́уська селищна адміністрація (каз. Ақшатау кенттік әкімдігі, рос. Акчатауская поселковая администрация) — адміністративна одиниця у складі Шетського району Карагандинської області Казахстану. Адміністративний центр та єдиний населений пункт — селище Акчатау.
Населення — 830 осіб (2021; 1149 у 2009, 2565 у 1999, 6294 у 1989).
Станом на 1989 рік існувала Акчатауська селищна рада (смт Акчатау) ліквідованого Агадирського району.